# Sumona Sumanatemega
Sumona Sumanatemega (taj. สุมน สุมนเตมี; ur. 17 sierpnia 1932 w Bangkoku) – tajski strzelec, olimpijczyk.
Brał udział w igrzyskach olimpijskich w latach 1960 (Rzym) i 1964 (Tokio). Na obydwu, startował w konkurencji pistoletu szybkostrzelnego z odległości 25 metrów; w Rzymie zajął 46. miejsce, natomiast w Tokio uplasował się na 30. miejscu.

## Wyniki olimpijskie
| Igrzyska | Konkurencja                   | Wynik                 | Miejsce | Źródło |
| -------- | ----------------------------- | --------------------- | ------- | ------ |
| IO 1960  | Pistolet szybkostrzelny, 25 m | 549 punktów (267-282) | 46      | [ 1 ]  |
| IO 1964  | Pistolet szybkostrzelny, 25 m | 575 punktów (285-290) | 30      | [ 2 ]  |